# Jean Béliveau
Jean Arthur „Le Gros Bill“ Béliveau, CC, GOQ (* 31. August 1931 in Trois-Rivières, Québec; † 2. Dezember 2014 in Longueuil, Québec) war ein kanadischer Eishockeyspieler, der von 1950 bis 1971 für die Montréal Canadiens in der National Hockey League spielte. Er ist eine kanadische „Ikone“ dieser Sportart.

## Karriere
Schon ein Star in jungen Jahren, gewann Béliveau in der Quebec Senior Hockey League die Meisterschaft mit den Québec Aces. 1953 wechselte er zu den Montréal Canadiens in die National Hockey League. Drei Jahre später, 1956, gewann Béliveau die Art Ross Trophy als Topscorer der Liga und wurde mit der Hart Memorial Trophy als bester Spieler der Liga ausgezeichnet (Most Valuable Player). Während seiner 18 Jahre dauernden Karriere in Montreal spielte er zehn Mal um den Stanley Cup und war fünf Mal Mannschaftskapitän. Er war ein überragender Schlittschuhläufer und eine große Führungspersönlichkeit auf und auch neben dem Eis. Bewundert und respektiert von den Fans, seinen Mitspielern und auch Gegnern war er der erste Spieler, der die Conn Smythe Trophy für seine besonderen Qualitäten bei den Stanley-Cup-Play-offs 1965 gewann.
Jean Béliveau zog sich nach dem Ende der Saison 1970/71 zurück als der beste Scorer seines Teams und der beste Scorer bei den NHL-Play-offs aller Zeiten. Er erzielte 507 Tore und 712 Assists, das waren 1.219 Punkte in 1.125 NHL-Saisonspielen plus 70 Tore und 97 Assists (176 Punkte) in 162 Play-off-Spielen. Er spielte in 13 NHL All-Star Games.
Nachdem seine aktive Zeit vorbei war, widmete sich Béliveau wohltätigen Zwecken und gründete 1971 die „Jean Béliveau Foundation“. 1993 transferierte er die Stiftung in die „Society for Disabled Children“.
Jean Béliveau wurden viele Auszeichnungen überreicht, darunter verschiedene Ehrendoktortitel an kanadischen Universitäten und die Loyola Medaille 1995. Er wurde Mitglied des National Order of Quebec und ist Träger des Order of Canada, der höchsten zivilen Auszeichnung Kanadas. 1994 wurde ihm die Position eines Governor General of Canada angeboten, doch er lehnte ab. 2001 wurde sein Name auf Canada's Walk of Fame verewigt, im selben Jahr wurde er noch mit einem Porträt auf einer kanadischen Briefmarke gewürdigt.
Im November 2004 unterstützte Jean Béliveau die Position der NHL bei den Verhandlungen mit der Spielergewerkschaft NHLPA um einen neuen Tarifvertrag (siehe NHL 2004/05). Er argumentierte, dass das Verhalten der Spieler dem Sport und der Liga schadete.
1972 wurde er mit der Aufnahme in die Hockey Hall of Fame geehrt. Béliveau starb nach langjährigen gesundheitlichen Problemen im Dezember 2014 im Alter von 83 Jahren.

## Karrierestatistik
(Legende zur Spielerstatistik: Sp oder GP = absolvierte Spiele; T oder G = erzielte Tore; V oder A = erzielte Assists; Pkt oder Pts = erzielte Scorerpunkte; SM oder PIM = erhaltene Strafminuten; +/− = Plus/Minus-Bilanz; PP = erzielte Überzahltore; SH = erzielte Unterzahltore; GW = erzielte Siegtore; 1 Play-downs/Relegation; Kursiv: Statistik nicht vollständig)

## Erfolge und Auszeichnungen
- 1953 NHL All-Star Game
- 1954 NHL All-Star Game
- 1955 NHL All-Star Game
- 1955 NHL First All-Star Team
- 1956 NHL All-Star Game
- 1956 Art Ross Trophy
- 1956 Stanley-Cup-Gewinn mit den Montréal Canadiens
- 1956 Hart Memorial Trophy
- 1956 NHL First All-Star Team
- 1957 NHL All-Star Game
- 1957 Stanley-Cup-Gewinn mit den Montréal Canadiens
- 1957 NHL First All-Star Team
- 1958 NHL All-Star Game
- 1958 Stanley-Cup-Gewinn mit den Montréal Canadiens
- 1958 NHL Second All-Star Team
- 1959 NHL All-Star Game
- 1959 Stanley-Cup-Gewinn mit den Montréal Canadiens
- 1959 NHL First All-Star Team
- 1960 NHL All-Star Game
- 1960 Stanley-Cup-Gewinn mit den Montréal Canadiens
- 1960 NHL First All-Star Team
- 1961 NHL First All-Star Team
- 1963 NHL All-Star Game
- 1964 NHL All-Star Game
- 1964 Most Valuable Player des NHL All-Star Game
- 1964 Hart Memorial Trophy
- 1964 NHL Second All-Star Team
- 1965 NHL All-Star Game
- 1965 Stanley-Cup-Gewinn mit den Montréal Canadiens
- 1965 Conn Smythe Trophy
- 1966 Stanley-Cup-Gewinn mit den Montréal Canadiens
- 1966 NHL Second All-Star Team
- 1968 NHL All-Star Game
- 1968 Stanley-Cup-Gewinn mit den Montréal Canadiens
- 1969 NHL All-Star Game
- 1969 Stanley-Cup-Gewinn mit den Montréal Canadiens
- 1969 NHL Second All-Star Team
- 1971 Stanley-Cup-Gewinn mit den Montréal Canadiens
- 1971 Charlie Conacher Humanitarian Award (gemeinsam mit Bobby Orr)
- 1986 Stanley-Cup-Gewinn mit den Montréal Canadiens (als Vizepräsident)
- 1993 Stanley-Cup-Gewinn mit den Montréal Canadiens (als Vizepräsident)
- 2009 NHL Lifetime Achievement Award

### Sonstige
- 1956 Lionel Conacher Trophy
- 1969 Officer des Order of Canada
- 1972 Aufnahme in die Hockey Hall of Fame
- 1975 Aufnahme in die Canada’s Sports Hall of Fame
- 1988 Chevalier des Ordre national du Québec
- 1995 Loyola Medal
- 1998 Companion des Order of Canada
- 2001 Aufnahme in den Canada’s Walk of Fame
- 2001 Ehrendoktorwürde der McGill University (Doktor der Rechte)
- 2006 Officier des Ordre national du Québec
- 2010 Grand Officier des Ordre national du Québec
- 2012 Order of Hockey in Canada